# Ashleigh Nelson
Ashleigh Nelson (Stoke-on-Trent, 20 febbraio 1991) è una velocista britannica.

## Palmarès
| Anno                                  | Manifestazione          | Sede       | Evento      | Risultato  | Prestazione | Note                                     |
| ------------------------------------- | ----------------------- | ---------- | ----------- | ---------- | ----------- | ---------------------------------------- |
| In rappresentanza della Gran Bretagna |                         |            |             |            |             |                                          |
| 2007                                  | Europei U20             | Hengelo    | 4×100 m     | Oro        | 44"52       |                                          |
| 2007                                  | Mondiali U18            | Ostrava    | 100 m piani | Bronzo     | 11"58       |                                          |
| 2008                                  | Mondiali U20            | Bydgoszcz  | 100 m piani | Argento    | 11"49       |                                          |
| 2008                                  | Mondiali U20            | Bydgoszcz  | 4×100 m     | Batteria   | dnf         |                                          |
| 2013                                  | Europei U23             | Tampere    | 200 m piani | 4ª         | 23"25       | Miglior prestazione personale            |
| 2013                                  | Mondiali                | Mosca      | 4×100 m     | Bronzo     | 42"87       |                                          |
| 2014                                  | Europei                 | Zurigo     | 100 m piani | Bronzo     | 11"22       |                                          |
| 2014                                  | Europei                 | Zurigo     | 4×100 m     | Oro        | 42"24       |                                          |
| 2015                                  | World Relays            | Nassau     | 4×100 m     | Bronzo     | 42"84       |                                          |
| 2019                                  | World Relays            | Yokohama   | 4×100 m     | Batteria   | dnf         |                                          |
| 2019                                  | Mondiali                | Doha       | 4×100 m     | Argento    | 41"85       | Miglior prestazione personale stagionale |
| 2022                                  | Mondiali                | Eugene     | 4×100 m     | 6ª         | 42"75       | [ 1 ]                                    |
| 2022                                  | Europei                 | Monaco     | 100 m piani | Semifinale | 11"47       |                                          |
| 2022                                  | Europei                 | Monaco     | 4x100 m     | Finale     | dnf         |                                          |
| In rappresentanza dell' Inghilterra   |                         |            |             |            |             |                                          |
| 2014                                  | Giochi del Commonwealth | Glasgow    | 4×100 m     | Bronzo     | 43"10       |                                          |
| 2022                                  | Giochi del Commonwealth | Birmingham | 4×100 m     | Argento    | 42"41       |                                          |